# Ipertrigliceridemia
Per  ipertrigliceridemia in campo medico, si intende un quantitativo abnorme di trigliceridi nel circolo sanguigno.

## Forme
La forma familiare, o iperlipidemia tipo IV, è una malattia autosomica a trasmissione dominante.

## Eziologia
Fra le varie cause di tale aumento si riscontrano:
- Obesità
- Diabete mellito e insulinoresistenza
- Sindrome nefrosica
- Consumo eccessivo di alcool
- Utilizzo di alcuni farmaci

## Patologie correlate
Con un elevato tasso triglicerico nel sangue possono manifestarsi diverse anormalità che sfociano in neuropatie e pancreatite.

## Terapia
Per trattare l'ipertrigliceridemia occorre seguire un regime alimentare povero di farinacei (pasta, pane, dolci, farine raffinate...) oltre a monitorare l'eventuale patologia di base (soprattutto, ad esempio, il diabete). Talvolta è necessario utilizzare integratori a base di acidi grassi polinsaturi e, nei casi più gravi, farmaci (soprattutto i cosiddetti "fibrati"). Quando l'ipertrigliceridemia si associa all'ipercolesterolemia possono essere utili anche le statine.